# František Lützow
František Lützow (21. března 1849 Hamburk – 13. ledna 1916 Montreux) byl rakouský šlechtic, diplomat, historik, spisovatel a politik z Čech, v 2. polovině 19. století poslanec Říšské rady.

## Biografie
Pocházel ze starobylého hraběcího rodu severoitalského původu. Narodil se v Hamburku jako syn tamního rakouského vyslance Františka Josefa Jana Nepomuka Gottfrieda, hraběte von Lützow (* 1815) a jeho anglické manželky, lady Henriette Seymour. V letech 1867–1871 studoval práva na Vídeňské univerzitě a Innsbrucké univerzitě.
V letech 1873–1881 působil jako rakousko-uherský diplomat v Nizozemsku, Římě a Londýně. Od roku 1884 střídavě pobýval na zámku v Žampachu a na zimním sídle v Anglii, společně s manželkou Annou Gustavou Lützow (rozená baronesa von Bornemann). Manželství bylo bezdětné. Jeho strýc Karel byl statkářem na Moravě a poslancem moravského zemského sněmu. Jeho bratr Heinrich Lützow byl členem Panské sněmovny (horní komora Říšské rady). a jeho osobou rod vymřel.
Působil i jako poslanec Říšské rady (celostátního parlamentu Předlitavska), kam usedl ve volbách roku 1885 za kurii velkostatkářskou v Čechách. Rezignaci oznámil dopisem 6. února 1889. Ve volebním období 1885–1891 se uvádí jako hrabě Franz Lützow, c. k. komoří, vyslanecký tajemník a statkář, bytem Žampach. Profiloval se jako stoupenec českého státního práva, na Říšské radě se připojil k Českému klubu, který od konce 70. let sdružoval staročechy, mladočechy, českou konzervativní šlechtu a moravské národní poslance. Důvodem k rezignaci na mandát měly být názorové rozpory s radikálními elementy v parlamentním Českém klubu.
Poté, co se vzdal mandátu, se věnoval soukromému studiu české historie a literatury, vědecké práci a publikování. V angličtině publikoval několik knih o české historii, napsal několik rozsáhlých hesel spojených s českými zeměmi do Encyclopædie Britannica, v roce 1905 přeložil do angličtiny Komenského Labyrint světa a ráj srdce. Propagoval českou kulturu v anglicky mluvících zemích, kromě činnosti publikační se věnoval též činnosti přednáškové, např. v roce 1904 pronesl sérii přednášek o české historii na Oxfordské univerzitě.
V roce 1912 absolvoval přednáškové turné ve Spojených státech, v rámci kterého přednášel na 10 univerzitách (mj. Harvardova univerzita, Cornellova univerzita, Princetonská univerzita). Vystoupil také v Americkém Kongresu a přijal ho i tehdejší americký prezident William Howard Taft.
Byl čestným členem České akademie věd a umění, členem Královské české společnosti nauk, stal se čestným předsedou Českého olympijského výboru, obdržel čestný doktorát Karlovy univerzity. Byl také čestným členem Královské literární společnosti a členem Královské zeměpisné společnosti v Londýně.slovesnost a umění v Praze, člen Národní rady české aj. Stál u zrodu skautského hnutí. Daroval několik předmětů do Národního muzea v Praze.
Po vypuknutí 1. světové války odešel do neutrálního Švýcarska a navázal kontakty s lidmi, usilujícími v emigraci o českou samostatnost, mj. s T. G. Masarykem, který si jeho práce vážil. V roce 1915 se v Ženevě podílel na přípravách vzpomínkových oslav výročí Husova upálení.
V posledních letech života se věnoval studiu osobnosti Albrechta z Valdštejna. Zemřel v lednu 1916 v Montreux.
Trvalo několik měsíců, než byl rakousko-uherskými úřady povolen převoz ostatků a pohřbení v rodinné hrobce ve Vamberku.